# Cynoglossus capensis
Cynoglossus capensis är en fiskart som först beskrevs av Kaup, 1858.  Cynoglossus capensis ingår i släktet Cynoglossus och familjen Cynoglossidae. Inga underarter finns listade i Catalogue of Life.